# Dennis McCarthy
Dennis McCarthy (* 3. červenec 1945 Los Angeles, Kalifornie, USA) je americký hudební skladatel, skládající hudbu pro televizi a film.
Napsal hudbu k seriálům jako The Twilight Zone, MacGyver, Cesta do neznáma, Dawsonův svět a filmům jako např. Night of the Demon, Last Plane Out či Bláznivé manévry. Výrazně se podílel na hudbě v dílech ze sci-fi světa Star Treku. Právě McCarhy vytvořil znělku a hlavní téma seriálu Star Trek: Stanice Deep Space Nine, za což byl oceněn cenou Emmy (1993). Psal hudbu také pro jednotlivé epizody seriálů Star Trek: Nová generace, Stanice Deep Space Nine, Vesmírná loď Voyager a Enterprise a pro celovečerní film Star Trek: Generace (1994).
Kromě výše zmíněné ceny Emmy byl na devět dalších nominován (z toho osm z nich za hudbu ve Star Treku), kromě toho získal celkem 18 cen ASCAP.